# Thomas Fiennes (9e baron Dacre)
Thomas Fiennes, 9e baron Dacre (ca. 1515 - 1541) est un aristocrate anglais connu pour sa condamnation et son exécution pour meurtre.

## Biographie
Dacre est le fils de Thomas Fiennes et Jane Sutton, fille d'Edward Sutton (2e baron Dudley) (en). À la mort de son père en 1528, il devient l'héritier présomptif du titre de son grand-père et du siège de la famille au château de Herstmonceux dans le Sussex, et il hérite du titre à l'âge d'environ 19 ans en 1533. En 1536, il épouse Mary Neville, fille de George Nevill (5e baron Bergavenny). Ils ont trois enfants. Sa seule sœur Anne épouse John Mantell, qui est pendu avec son beau-frère.
Il est membre du jury au procès d'Anne Boleyn en 1536, et de Thomas, Lord Darcy, et John, Lord Hussey en mai 1537 (pour leur part dans le Pèlerinage de Grâce), et du baron Montagu et du marquis de Exeter en 1538 pour le complot d'Exeter.

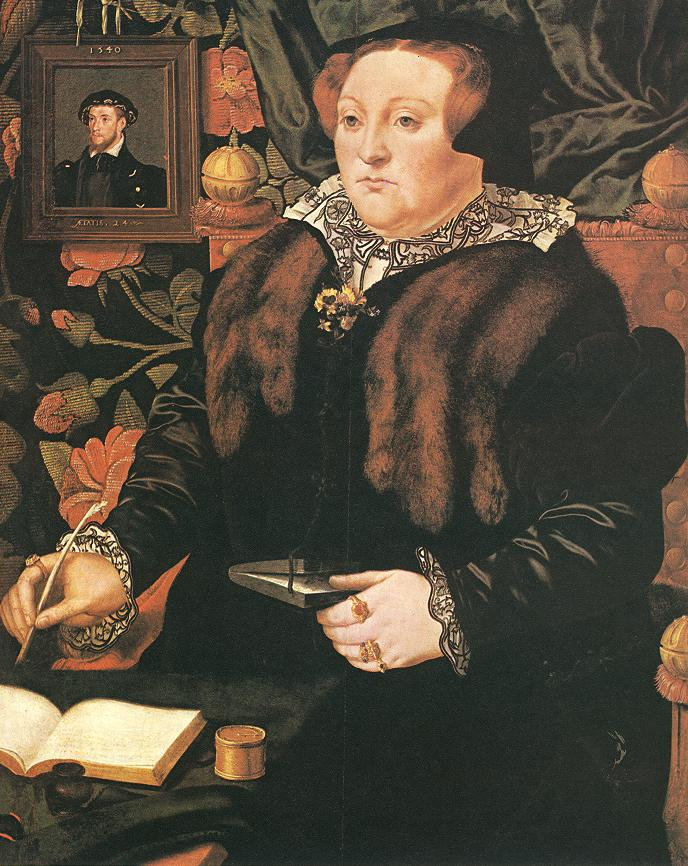
_{Portrait par Hans Eworth de l'épouse de Dacre, Mary Nevile/Nevill, avec une image posthume de son mari derrière}

Le 30 avril 1541, Dacre dirige un groupe de gentilshommes comprenant son beau-frère John Mantell, John Frowds, George Roidon, Thomas Isleie et deux yeomen Richard Middleton et John Goldwell, pour braconner sur les terres de Sir Nicholas Pelham de Laughton. Au cours de l'escapade, ils rencontrent John Busbrig (ou Busbridge), James Busbrig et Richard Summer qui sont des serviteurs de Pelham. La rencontre se transforme en bagarre au cours de laquelle John Busbrig est mortellement blessé. Dacre et plusieurs autres sont accusés de meurtre et traduits en justice devant le Lord High Steward, Thomas Audley le 27 juin. Dacre plaide initialement non coupable, mais est ensuite persuadé de le changer en coupable et de demander la clémence du roi dans l'espoir d'un sursis. Contrairement à beaucoup de ses contemporains, il n'est pas exécuté par décapitation mais pendu à Tyburn le 29 juin 1541. Mantell, Frowds et Roidon sont également exécutés pour le crime.
La famille de Dacre est dépouillée de ses terres et de son titre, mais le titre est restitué à son deuxième fils Gregory Fiennes (10e baron Dacre) en 1558 (le fils aîné Thomas est décédé avant la restitution, à l'âge de 15 ans).